# Barbara Angelsberger
Barbara Angelsberger (* 12. September 1951; heimatberechtigt in Basel und Trub) ist eine Schweizer Politikerin (FDP).

## Leben
Angelsberger ist Kauffrau. Sie ist seit dem 1. April 1997 Präsidentin der FDP Schlieren und seit dem 1. Mai 1999 Vizepräsidentin der FDP des Bezirks Dietikon. Vom 29. Mai 2006 bis zum 5. Mai 2011 gehörte sie dem Zürcher Kantonsrat an.
Sie ist verheiratet, hat drei Kinder und wohnt in Ermatingen.

## Politische Ämter
| Zeitraum  | übernommenes Amt                               |
| --------- | ---------------------------------------------- |
| 1993–2001 | Bezirksschulpflegerin                          |
| seit 1997 | Präsidentin FDP Schlieren                      |
| 1999–     | Vizepräsidentin FDP Bezirk Dietikon            |
| 2001–2008 | Präsidentin FDP Frauen Kanton Zürich           |
| 2002–2008 | Mitglied kantonaler Vorstand FDP Kanton Zürich |
| 2002–2006 | Präsidentin BPS Schlieren                      |
| seit 2004 | Mitglied Geschäftsleitung FDP Frauen Schweiz   |
| 2006–2011 | Kantonsrätin                                   |